# HelloPrint
 (août 2022).
HelloPrint est une place de marché européenne pour les produits d'impression personnalisés mettant en relation des centaines de fabricants et de transporteurs avec des entreprises locales, des entrepreneurs créatifs et des professionnels de l'impression.

## Histoire
HelloPrint a été fondée en 2013 par Hans Scheffer, Michael Heerkens, Erwin Paaij et Nick Goudriaan. L'entreprise a été fondée sous le nom de Print Ocean et a débuté aux Pays-Bas sous le nom de Drukzo.  Avec le lancement des opérations au Royaume-Uni, elle a changé son nom international en dehors du Benelux en Helloprint.
En 2017, HelloPrint a levé un financement de plusieurs millions d'euros auprès des investisseurs existants Bregal Unternehmercapital et Project A,,.
En 2018, Helloprint, en collaboration avec l'espace de coworking de Rotterdam 42workspace et divers entrepreneurs technologiques, a créé une initiative WeTechRotterdam visant à transformer Rotterdam en un pôle technologique européen de premier plan.
En 2021, Helloprint a lancé un partenariat avec Canva.

## Aperçu
HelloPrint a deux sièges sociaux à Rotterdam et à Valence.  La société possède également des bureaux à Paris, Liverpool, Lisbonne et Manille.
HelloPrint compte plus de 700 000 clients dans 13 pays. Elle compte une équipe de +200 employés internationaux dans diverses disciplines,.
La société a deux noms de marque: HelloPrint et Drukzo. La société dispose également d'un site pour les professionnels appelé Helloprint Connect et d'une plateforme d'impression à la demande appelée HelloPrint Connect API,.
Helloprint propose notamment un plugin Woocommerce afin de relier une boutique d'impression en ligne à l'API Connect Helloprint.
Le portefeuille de produits de la plateforme comprend plus de 10 000 combinaisons de produits, incluant des produits promotionnels, des emballages, des cadeaux, des vêtements, etc.,,

## Récompenses
- 2016 : lauréat du Fast 50 Rising Star de Deloitte[8]
- 2018 : lauréat des “100 hottest start-ups”  2018 par Wired.com
- 2018 : lauréat du Rotterdam Entrepreneur Award
- 2019 : lauréat du Rotterdam Entrepreneur of the Year 2019[12]
- 2021 : l'entreprise est incluse dans la liste des "250 entreprises à la croissance la plus rapide" aux Pays-Bas selon NL grow et le Centre Erasmus pour l'entrepreneuriat[13]